# Reichssparkommissar

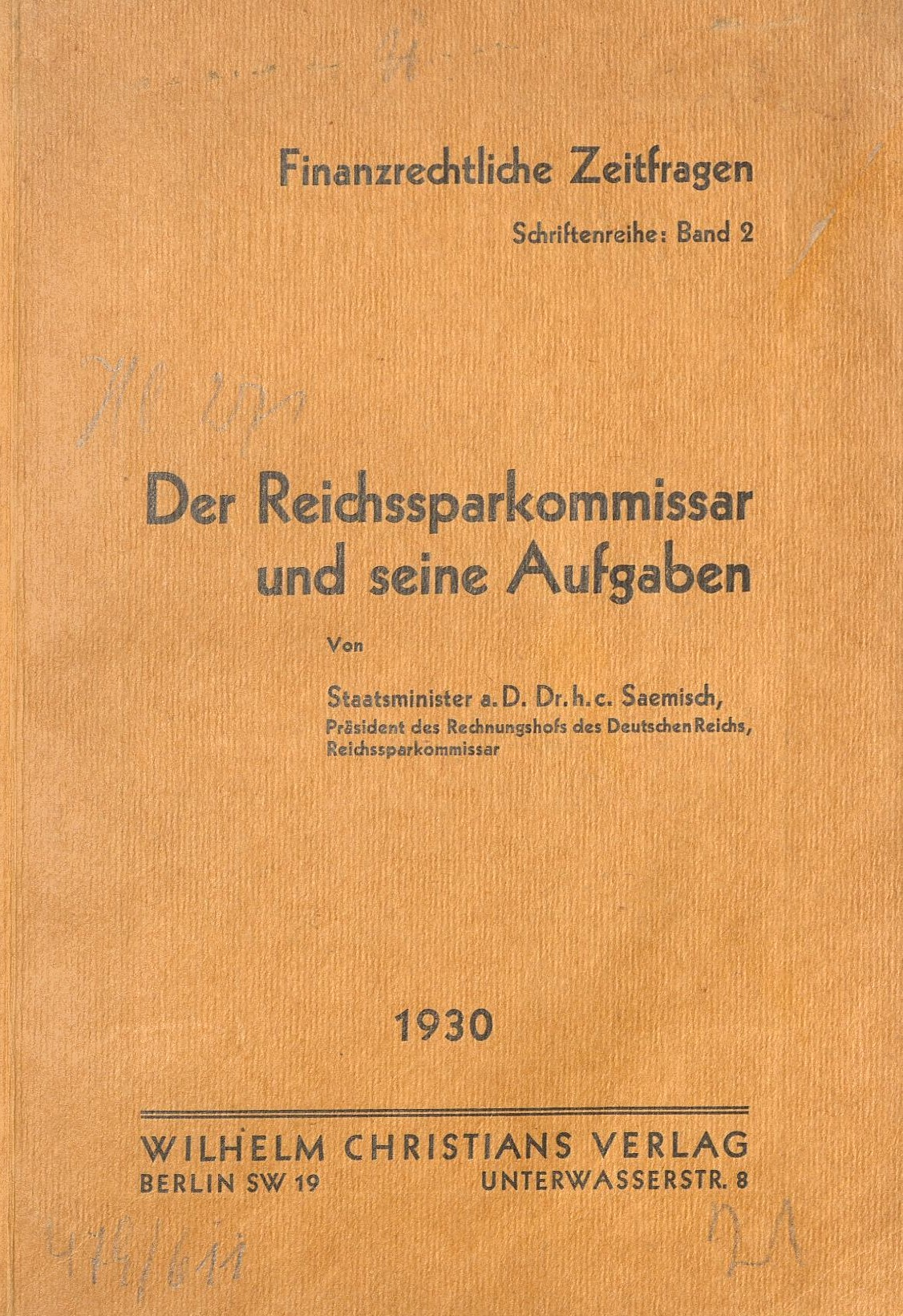
Saemisch (1930)

Der Reichssparkommissar wurde 1922 in der Weimarer Republik zur Beratung der Reichsregierung bei Vereinfachung und Verbilligung der Verwaltung durch Gutachten und Vorschläge geschaffen. Er nahm örtliche Prüfungen vor, auf Wunsch der Länderverwaltungen auch bei diesen. Der Leiter war im Nebenamt der Präsident des Rechnungshofs des Deutschen Reiches. Als seine Beauftragten waren die Präsidenten der Landesfinanzämter tätig.
Von 1922 bis 1938 war Moritz Saemisch neben anderen Funktionen auch Reichssparkommissar.